# 2000 EN14
2000 EN14 är en asteroid i huvudbältet som upptäcktes den 5 mars 2000 av den kroatiska astronomen Korado Korlević vid Višnjan-observatoriet.
Asteroiden har en diameter på ungefär 4 kilometer.